# بيتينا بالاكا
بيتينا بالاكا (بالألمانية: Bettina Balàka)‏ Bettina Balaka (ولدت في زالتسبورج في مارس 1966)، شاعرة وقصاصة وكاتبة مسرح نمساوية.

## حياتها
درست بيتينا بالاكا اللغتين الإيطالية والإنجليزية في معهد إعداد المترجمين في جامعة فيينا. وبعد ذلك أقامت في بريطانيا والولايات المتحدة. وهي تعيش منذ عام 1991 في فيينا، وتعمل كاتبة حرة ومترجمة.

## أدبها
كتبت بيتينا بالاكا القصص والقصائد والمسرحيات. وكذلك المسلسلات الإذاعية. وهي عضو في تجمع كتاب جراتس, واتحاد كتاب المسرح النمساويين.

## جوائز نالتها
نالت العديد من الجوائز الدبية منها: جائزة ألفريد جيسفاين عام 1993, وجائزة تيودور كورنر عام 2004.

## من أعمالها
1. الثمرة الأكثر قتامة 1994
2. قصص مرضى 1996
3. السكين 2000
4. بين الصيادين 2002
5. همس الثلج 2006

## روابط خارجية
- بيتينا بالاكا على موقع مونزينجر (الألمانية)